# Daniel Cohn-Bendit

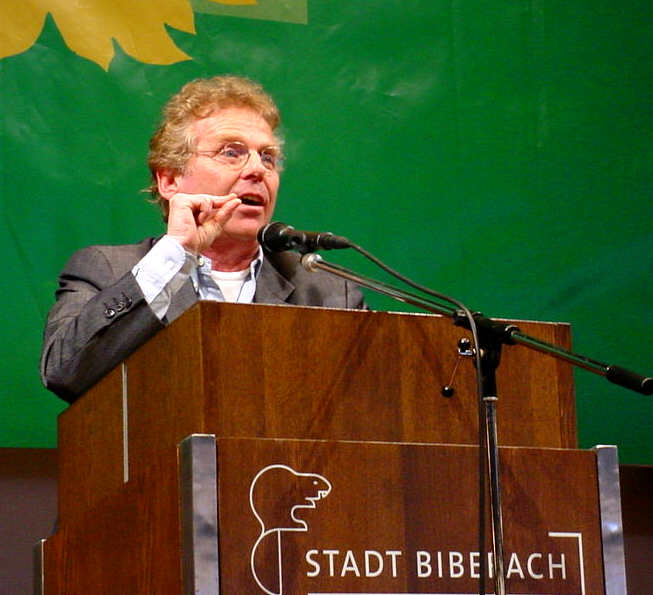
Daniel Cohn-Bendit op een politieke bijeenkomst in Biberach, 2004

Daniel Marc Cohn-Bendit (Montauban, 4 april 1945) is een Frans-Duitse publicist en politicus van Joodse komaf. Tot 2014 was hij co-fractievoorzitter van de fractie De Groenen/Vrije Europese Alliantie in het Europees Parlement, samen met Rebecca Harms.

## Levensloop
Cohn-Bendit werd geboren als kind van Joodse ouders die nazi-Duitsland in 1933 waren ontvlucht. Hij groeide aanvankelijk op in Frankrijk, maar bracht zijn middelbareschooltijd in Duitsland door. Zijn ouders hadden zijn geboorte niet officieel aangegeven, omdat ze van plan waren spoedig naar de Verenigde Staten te vertrekken. Dit plan ging echter niet door en Daniel bleef stateloos. Toen hij 18 jaar geworden was, kreeg hij zowel het Duitse als het Franse staatsburgerschap aangeboden, maar het Franse wees hij af, om de dienstplicht te ontlopen.

### Parijs

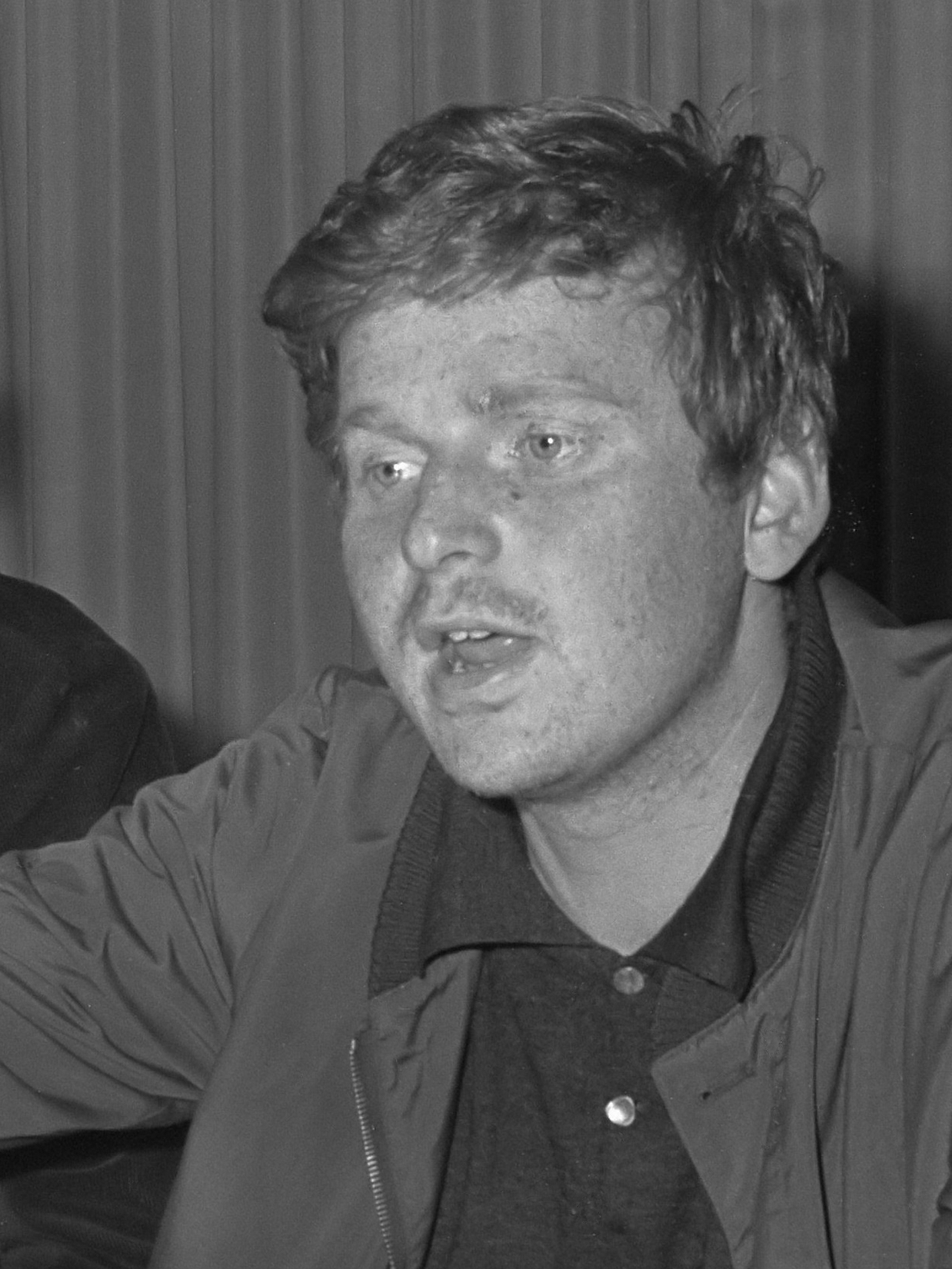
Daniel Cohn-Bendit in 1968

In 1965 vertrok hij naar Frankrijk om aan de universiteit van Nanterre sociologie te gaan studeren. Al snel werd hij een van de leidende figuren binnen de studentenbeweging. Nadat Benno Ohnesorg op 2 juni 1967 in Berlijn werd neergeschoten, verklaarde hij dat dergelijk geweld ook in andere landen op kan komen. Op het anti-Vietnamoorlog-congres, dat in 1968 in Berlijn georganiseerd werd, leerde hij de West-Duitse APO-activist Rudi Dutschke kennen. De moordaanslag op Dutschke, enkele weken later, was voor Cohn-Bendit de aanleiding om de Franse studenten te mobiliseren. Na de Parijse studentenopstand van 1968 ('mei '68'), waarvan Cohn-Bendit als een van de grote aanstichters werd bestempeld, werd hem de toegang tot Frankrijk ontzegd.

### Frankfurt
Cohn-Bendit vestigde zich in Frankfurt am Main. Ook hier raakte hij al snel betrokken bij de linkse studentenbeweging. Samen met zijn communegenoot Joschka Fischer was hij actief lid van de groep Revolutionärer Kampf en de Sponti-scene. Ze gingen werken bij grote bedrijven om de arbeiders aldaar te onderwijzen en aan te zetten tot de "sociale revolutie". Ook straatgevechten behoorden echter tot de activiteiten van de beweging.
In 1978 werd Cohn-Bendit uitgever en hoofdredacteur van het tijdschrift Pflasterstrand, de spreekbuis van de anarchistische Sponti-beweging in Frankfurt. In deze tijd raakte hij ook betrokken bij de milieubeweging en nam hij deel aan acties tegen kernenergie en de uitbreiding van de luchthaven van Frankfurt. In 1984 accepteerde de Sponti-beweging officieel de parlementaire democratie en Cohn-Bendit werd lid van de Duitse groenen. Inmiddels was hij geen persona non grata meer in Frankrijk, maar desondanks besloot hij in Duitsland te blijven. In 1989 werd hij locoburgemeester van Frankfurt en was hij belast met multiculturele aangelegenheden.

### Europees Parlement

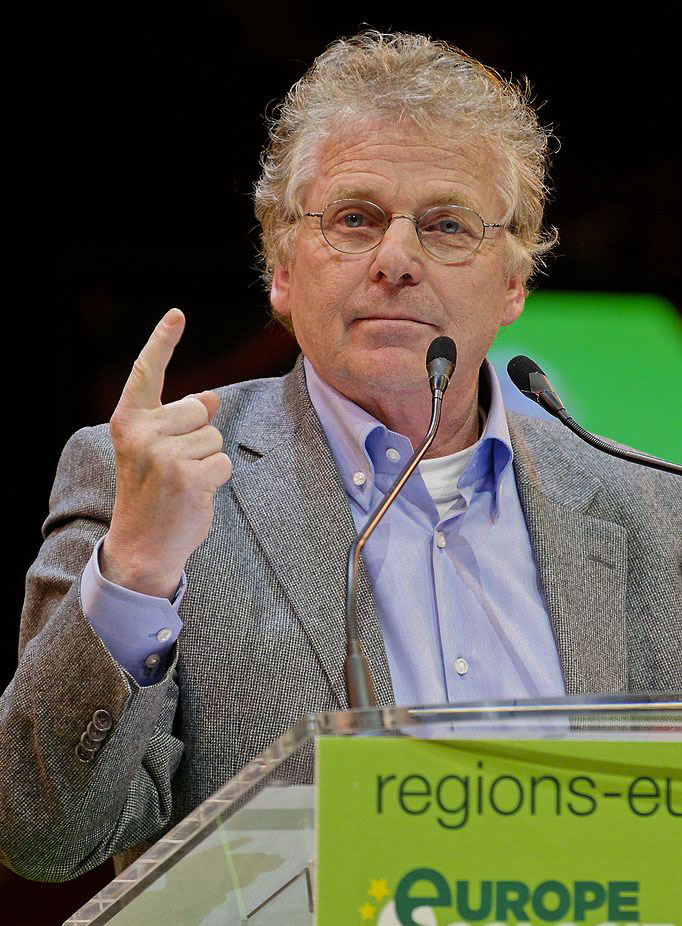
Daniel Cohn-Bendit in 2010

In 1994 werd Cohn-Bendit verkozen als lid van het Europees Parlement voor de Duitse groenen. Bij de eerstvolgende verkiezingen, in 1999, werd hij lijsttrekker voor de Franse groenen, les Verts. Zijn partij behaalde het ongeëvenaarde resultaat van 9,7% van de Franse stemmen.
In 2001 werd hij beschuldigd van pedofilie wegens zijn teksten over zijn relaties met kleine kinderen in het boek "Der große Basar", en uitlatingen op de Franse televisie waar hij seksuele handelingen tussen kinderen en volwassenen promootte. Cohn-Bendit gaf later als uitleg dat dergelijke uitingen in de context van het anarchisme en het streven naar persoonlijke autonomie van de jaren 70 begrepen moesten worden, dat ze als provocatie bedoeld waren, dat hij zich nooit aan feitelijk misbruik schuldig had gemaakt of pedofiele neigingen heeft gehad.
In 2002 werd hij fractievoorzitter van de Europese Federatie van Groene Partijen.
Cohn-Bendits soms controversiële standpunten zijn door zowel de linker- als de rechterzijde van het politieke spectrum bekritiseerd. Door rechts vanwege het vrijere immigratiebeleid dat hij voorstaat, de legalisering van softdrugs en het afschaffen van kernenergie, door links om zijn vrije-marktdenken en zijn steun voor de militaire interventies in Bosnië en Afghanistan.
Zijn warsheid van de conventionele scheiding van links en rechts heeft hem in Frankrijk minder populair gemaakt. De Franse Groenen en de Franse linkse beweging in het algemeen hechten nog altijd sterk aan deze concepten, in tegenstelling tot de Duitse Groenen, die een pragmatischer beleid voorstaan. Bovendien werd het Cohn-Bendit aangerekend dat hij niet het algemeen afgesproken deel van zijn inkomen aan de partij afstond, hoewel reeds voor zijn verkiezing was afgesproken dat hij hiervan vrijgesteld zou zijn. Al deze strubbelingen leidden ertoe dat hij er in 2004 voor koos voor Duitsland mee te doen aan de Europese Parlementsverkiezingen. Hij werd als tweede op de lijst van de Grünen geplaatst en was de eerste man op de lijst. Sinds zijn verkiezing houdt hij zich in het parlement bezig met economisch en monetair beleid en constitutionele vraagstukken.
In februari 2004 was Cohn-Bendit een van de leidende figuren bij de oprichting van de Europese Groene Partij, die hij kenschetste als de eerste stap op weg naar een Europees staatsburgerschap. Critici omschreven de gebeurtenis echter als niets meer dan een aanpassing van de structuur van de vroegere Federatie van Groene Partijen, als gevolg van de veranderde richtlijnen aangaande Europese politieke partijen. Op het oprichtingscongres vestigde Cohn-Bendit ook de aandacht op zich doordat hij zijn steun uitsprak voor vrije software en zich tegen patenten op software keerde.
In 2005 had hij een actieve rol in de pro-campagne voor de Europese Grondwet, in aanloop naar het Franse referendum over dit onderwerp. Links Frankrijk viel over hem heen, omdat hij in hun ogen mondialisering en neoliberalisme verdedigde. Ook zijn publieke optreden aan de zijde van centrumrechtse politici deden hem geen goed.
Cohn-Bendit heeft zich inmiddels openlijk gedistantieerd van zijn vroegere revolutionaire ideeën en staat een pragmatisch georiënteerde groene politiek voor. Hij woont in Frankfurt, is sinds 1997 getrouwd en heeft een zoon. Hij spreekt vloeiend Frans, Duits, Italiaans en Engels.
In 2010 was Cohn-Bendit een van de medeoprichters van de Spinelligroep, die ijvert voor een federaal Europa. Hij richtte de groep op met Guy Verhofstadt, Isabelle Durant en Sylvie Goulard. Beroemde leden zijn Jacques Delors, Mario Monti, Joschka Fischer, Andrew Duff en Elmar Brok.
Op 17 april 2014 beëindigde Cohn-Bendit met een toespraak zijn actieve loopbaan als politicus.

## Selecte bibliografie
- Agitationsmodell für eine Revolution (1968)
- Linksradikalismus - Gewaltkur für die Alterskrankheit des Kommunismus (1968)
- Le grand bazar / Der große Basar (1975)
- Wir haben sie so geliebt, die Revolution (1987)
- Heimat Babylon: das Wagnis der multikulturellen Demokratie (in samenwerking met Thomas Schmid, 1992)
- Petit Dictionaire de l'Euro / Euro für alle - Das Währungs-Wörterbuch (in samenwerking met Olivier Duhamel, 1998)
- Xénophobies (in samenwerking met Thomas Schmid, 1998)
- Quand tu seras président (in samenwerking met Bernard Kouchner, 2004)
- Voor Europa (in samenwerking met Guy Verhofstadt, 2012)[2]

## Onderscheidingen
- 1997 - Eredoctoraat van de Katholieke Universiteit Brabant
- 1998 - Révélation politique (Onderscheiding voor bijzondere politieke verdiensten, uitgereikt door Trombinoscope)